# Cikalovka, Krîvîi Rih
Cikalovka (în ucraineană Чкаловка) este localitatea de reședință a comunei Cikalovka din raionul Krîvîi Rih, regiunea Dnipropetrovsk, Ucraina.

## Demografie
Componența lingvistică a localității Cikalovka
     Ucraineană (93,39%)
     Rusă (6,31%)
Conform recensământului din 2001, majoritatea populației localității Cikalovka era vorbitoare de ucraineană (93,39%), existând în minoritate și vorbitori de rusă (6,31%).